# 쓰기 버퍼

러스트는 구조체를 제공한다

쓰기 버퍼(write buffer, 라이트 버퍼)는 CPU 캐시에서 주기억장치 또는 메모리 계층 구조의 다음 캐시로 기록되는 자료를 보유하는 데 사용될 수 있는 데이터 버퍼의 한 유형으로, 성능을 향상시키고 레이턴시를 줄인다. 인텔의 x86 및 AMD64와 같은 특정 CPU 캐시 아키텍처에서 사용된다. 다중 코어 시스템에서 쓰기 버퍼는 순차 일관성을 파괴한다. C11의 데이터 경쟁 없음과 같은 일부 소프트웨어 규율은 메모리의 순차적 일관된 보기를 다시 얻기에 충분하다.
쓰루 라이트 캐싱의 변형은 버퍼드 쓰루 라이트라고 불린다.
이러한 방식으로 쓰기 버퍼를 사용하면 쓰기가 진행되는 동안 캐시가 읽기 요청을 처리할 수 있다. 이는 매우 느린 주기억장치에 특히 유용하며, 후속 읽기가 긴 주기억장치 레이턴시를 기다리지 않고 진행될 수 있게 한다. 쓰기 버퍼가 가득 차면(즉, 모든 버퍼 항목이 점유되면) 후속 쓰기는 슬롯이 비워질 때까지 기다려야 한다. 후속 읽기는 쓰기 버퍼에서 처리될 수 있다. 이러한 지연을 더욱 완화하기 위해 쓰기 버퍼 병합이라는 최적화가 구현될 수 있다. 쓰기 버퍼 병합은 연속된 대상 주소를 가진 쓰기를 하나의 버퍼 항목으로 결합한다. 그렇지 않으면 별도의 항목을 차지하여 파이프라인 지연의 가능성을 높인다.
피해 버퍼는 라이트백 캐시에서 더티하게 제거된 라인을 저장하는 쓰기 버퍼의 한 유형으로 주기억장치에 다시 기록되도록 한다. 단순 쓰기 버퍼처럼 더티 라인이 다시 쓰여질 때까지 기다리지 않아 파이프라인 지연을 줄이는 것 외에도, 피해 버퍼는 후속 캐시 접근이 국부성을 보일 때 임시 백업 저장소 역할을 할 수 있으며, 이는 최근에 제거되었지만 여전히 피해 버퍼에 있는 라인을 요청한다.
저장 버퍼는 1964년에서 1968년 사이에 IBM이 프로젝트 ACS 도중 발명했지만, 상업 제품에는 1990년대에 처음 구현되었다.

## 참고
1. ↑  쓰루 라이트 캐시는 캐시가 쓰여질 때 주기억장치에 쓰여지므로 제거된 캐시 라인을 쓸 필요가 없다.